# Szpital Uniwersytecki w Krakowie

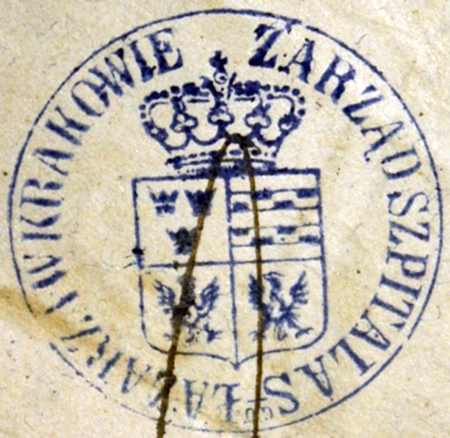
Herb Galicji i Lodomerii na pieczęci szpitala Św. Łazarza w Krakowie z pierwszych lat XX wieku

Szpital Uniwersytecki – szpital kliniczny znajdujący się w Krakowie, w dzielnicy XII Bieżanów-Prokocim przy ul. Macieja Jakubowskiego 2, w Prokocimiu. Szpital stanowi bazę dydaktyczną i naukową Collegium Medicum Uniwersytetu Jagiellońskiego.

## Historia
- 1788 – oficjalne powołanie Szpitala Generalnego Św. Łazarza
- 1827 – umieszczenie 3 klinik szpitala w budynku przy ulicy Kopernika 7 (dzisiejsza Katedra Biochemii Collegium Medicum Uniwersytetu Jagiellońskiego)
- 1855 – połączenie administracji Szpitala Św. Łazarza oraz Szpitala Św. Ducha
- 1879 – oddanie do użytku budynku przy ulicy M. Kopernika 17
- 1893 – budowa II Katedry Chirurgii tzw. „Czerwonej Chirurgii” przy ulicy M. Kopernika 21
- 1908 – z początkiem tego roku ze stanowiska dyrektora szpitala ustąpił dr Stanisław Ponikło, piastujący stanowisko od 1893
- 1936 – oddanie do użytku kompleksu Klinik Ginekologicznych przy ulicy M. Kopernika 23
- 27 kwietnia 1939 – w Szpitalu św. Łazarza w nieszczęśliwym wypadku ponieśli śmierć trzej młodzi lekarze: dr Jerzy Oszacki (28 lat, bratanek prof. Aleksandra Oszackiego), dr Zbigniew Ścisławski (28 lat) i dr Jan Oremus[1]
- 1950–1993 – szpital funkcjonował jako Państwowy Szpital Kliniczny Akademii Medycznej im. Mikołaja Kopernika w Krakowie
- 1999 – zmiana nazwy na obecną
- 2013 – oddanie do użytku Centrum Urazowego Medycyny Ratunkowej i Katastrof przy ul. M. Kopernika 50 z lądowiskiem helikopterów
- 2019 – oddanie do użytku kompleksu szpitalnego przy ulicy Macieja Jakubowskiego 2 w Krakowie i przeniesienie 24 oddziałów klinicznych do nowego budynku
- 2019 – w szpitalu urodziły się pierwsze w Polsce sześcioraczki (rodzice zamieszkiwali w Tylmanowej)[2].

## Położenie
Kliniki i jednostki administracyjne Szpitala znajdowały się na Wesołej przy ulicach M. Kopernika, Strzeleckiej, J. i J. Śniadeckich, Botanicznej, Grzegórzeckiej, Skawińskiej i T. Lenartowicza. Większość jednostek została przeniesiona do nowej siedziby przy ul. Jakubowskiego 2.

## Dane
- liczba hospitalizacji rocznie – ok. 81 000[3]
- liczba konsultacji w ambulatoriach rocznie – ok. 546 000[3]

## Szpitalne oddziały i zakłady
Lista oddziałów i zakładów szpitalnych na podstawie strony internetowej instytucji:
- Blok Operacyjny
- Szpitalny Oddział Ratunkowy
- Oddział Kliniczny Angiologii
- Oddział Kliniczny Chorób Wewnętrznych i Geriatrii
- Oddział Medycyny Paliatywnej
- Oddział Kliniczny Toksykologii
- Oddział Kliniczny Pulmonologii i Alergologii
- Oddział Kliniczny Reumatologii i Immunologii
- Oddział Kliniczny Gastroenterologii i Hepatologii
- Oddział Kliniczny Chorób Zakaźnych
- Oddział Kliniczny Endokrynologii, Endokrynologii Onkologicznej i Medycyny Nuklearnej
- Oddział Kliniczny Chirurgii Ogólnej Endokrynologicznej[6]
- Oddział Kliniczny Chorób Metabolicznych i Diabetologii
- Oddział Kliniczny Nefrologii i Dializoterapii
- Oddział Kliniczny Hematologii
- Oddział Kliniczny Chirurgii Ogólnej, Onkologicznej, Gastroenterologicznej i Transplantologii (tzw. Biała Chirurgia)
- Oddział Kliniczny Chirurgii Ogólnej, Onkologicznej, Metabolicznej i Stanów Nagłych (tzw. Czerwona Chirurgia)
- Centrum Chirurgicznego Leczenia Otyłości
- Oddział Kliniczny Chirurgii Szczękowo-Twarzowej
- Oddział Kliniczny Ortopedii i Traumatologii
- Oddział Kliniczny Urologii i Urologii Onkologicznej
- Oddział Kliniczny Położnictwa i Perinatologii
- Oddział Kliniczny Ginekologii i Ginekologii Onkologicznej
- Oddział Kliniczny Endokrynologii Ginekologicznej i Ginekologii
- Oddział Kliniczny Neonatologii
- Oddział Kliniczny Kardiologii i Elektrokardiologii Interwencyjnej oraz Nadciśnienia Tętniczego
- Oddział Kliniczny Kardiologii oraz Interwencji Sercowo-Naczyniowych
- Oddział Intensywnego Nadzoru Kardiologicznego
- Pracownia Hemodynamiki i Angiografii
- Oddział Kliniczny Neurologii
- Oddział Kliniczny Neurochirurgii i Neurotraumatologii
- Oddział Leczenia Udarów
- Oddział Kliniczny Dermatologii
- Oddział Kliniczny Okulistyki i Onkologii Okulistycznej
- Oddział Kliniczny Onkologii
- Oddział Dzienny Chemioterapii
- Oddział Kliniczny Chirurgii Ogólnej – Breast Unit[6]
- Oddział Kliniczny Otolaryngologii
- Oddział Kliniczny Psychiatrii Dorosłych, Dzieci i Młodzieży
- Oddział Kliniczny Chirurgii Naczyń
- Oddział Kliniczny Anestezjologii i Intensywnej Terapii
- Przychodnia Podstawowej Opieki Zdrowotnej
- Zakład Brachyterapii
- Zakład Diagnostyki
- Zakład Diagnostyki Biochemicznej i Molekularnej
- Zakład Diagnostyki Obrazowej
- Zakład Diagnostyki Obrazowej NSSU
- Zakład Diagnostyki Hematologicznej i Genetyki
- Zakład Badania i Leczenia Bólu
- Zakład Psychoterapii
- Zakład Psychologii Klinicznej
- Zakład Mikrobiologii
- Zakład Patomorfologii
- Zakład Endoskopii
- Zakład Fizyki Medycznej i Ochrony Radiologicznej
- Zakład Medycyny Nuklearnej
- Ośrodek Medycyny Podróży i Szczepień Profilaktycznych
- Centrum Alergologii Klinicznej i Środowiskowej
- Apteka
- Komercyjny Ośrodek Dietetyki

## Znani pracownicy Szpitala
Kryterium umieszczenia na tej liście danej postaci było posiadanie przez nią biogramu w polskiej Wikipedii.
- Jan Glatzel – ordynator oddziału[7]
- Andrzej Badurski
- Rafał Józef Czerwiakowski
- Maciej Józef Brodowicz
- Maciej Jakubowski
- Lucjan Rydel
- Józef Dietl
- Leon Tochowicz
- Tadeusz Tempka
- Ludwik Gross
- Antoni Kępiński
- Julian Aleksandrowicz
- Andrzej Szczeklik
- Zdzisław Jan Ryn
- Aleksander Ślączka
- Jerzy Wordliczek
- Marek Sanak
- Józef Bogdał
- Chaim Hilfstein

## Dyrekcja
- Dyrektor: mgr Marcin Jędrychowski
- Zastępca Dyrektora ds. Lecznictwa: dr hab. n. med. Marcin Krzanowski
- Zastępca Dyrektora ds. Finansowych: mgr Bolesław Gronuś
- Zastępca Dyrektora ds. Koordynacji i Rozwoju: mgr Joanna Konopka
- zastępca Dyrektora ds. Infrastruktury: mgr. inż. Lucyna Raczkiewicz-Duszyk

## Źródła
- Oficjalna strona internetowa szpitala (pol. • ang.)